# کمیته ملی المپیک سری‌لانکا
کمیته ملی المپیک سری‌لانکا (انگلیسی: National Olympic Committee of Sri Lanka) یک سازمان ورزشی است که نماینده کشور سری‌لانکا در کمیته بین‌المللی المپیک می‌باشد.
این سازمان که در سال ۱۹۳۷ تأسیس شده مسئول آماده‌سازی و اعزام ورزشکاران به بازی‌های المپیک، بازی‌های المپیک جوانان و بازی‌های آسیایی است.